# Neilston
Neilston (Baile Nèill in lingua gaelica scozzese) è una località della Scozia, situata nell'area di consiglio di Renfrewshire Orientale.